# Henri Borremans

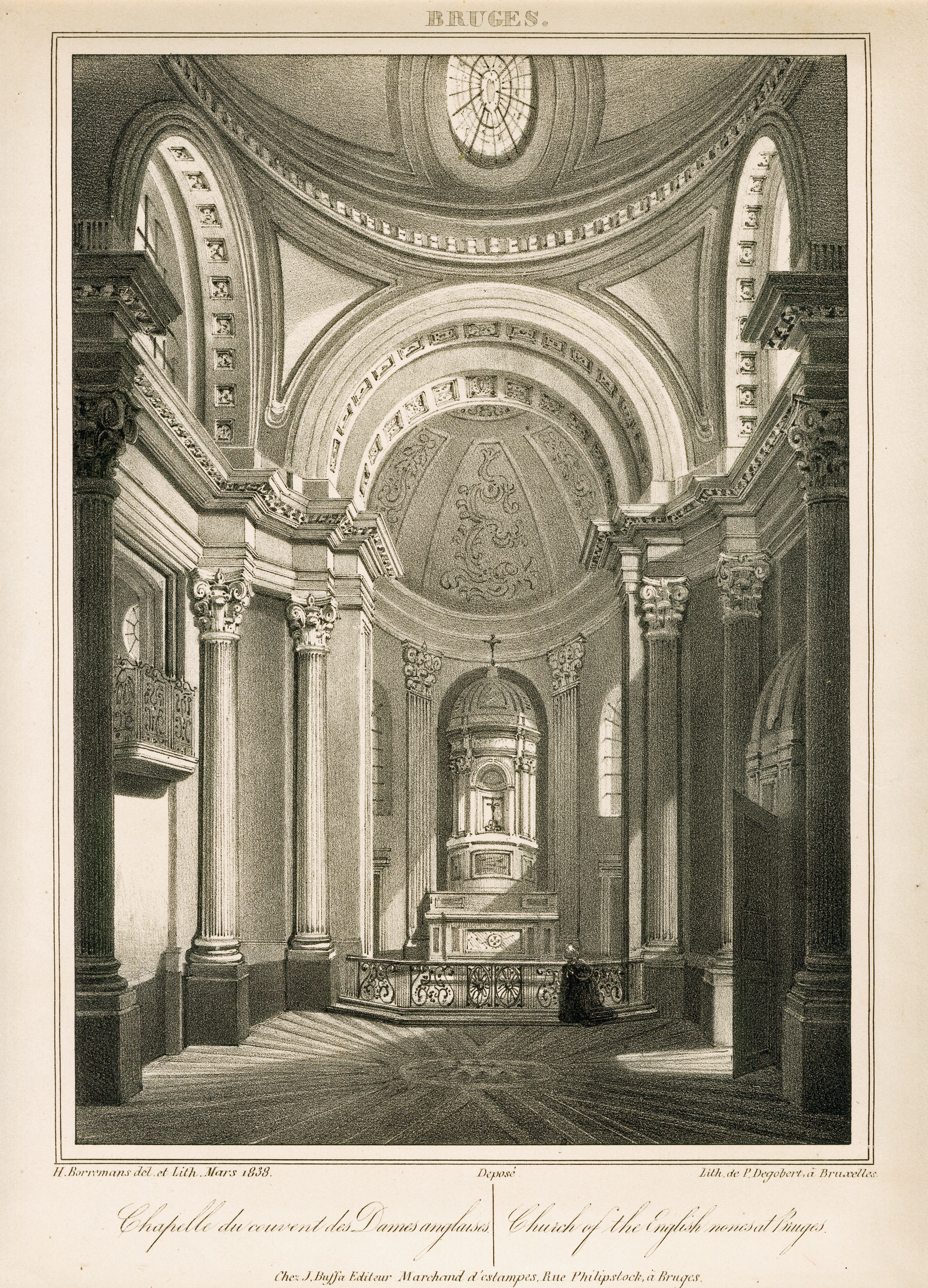
Interieur van de kerk van het Engels Klooster in Brugge. Lithografie van Henri Borremans uit 1838, verschenen in Album Pittoresque de Bruges.

Henri Borremans (Brussel, 1813-1863) was een Belgische lithograaf.

## Biografie

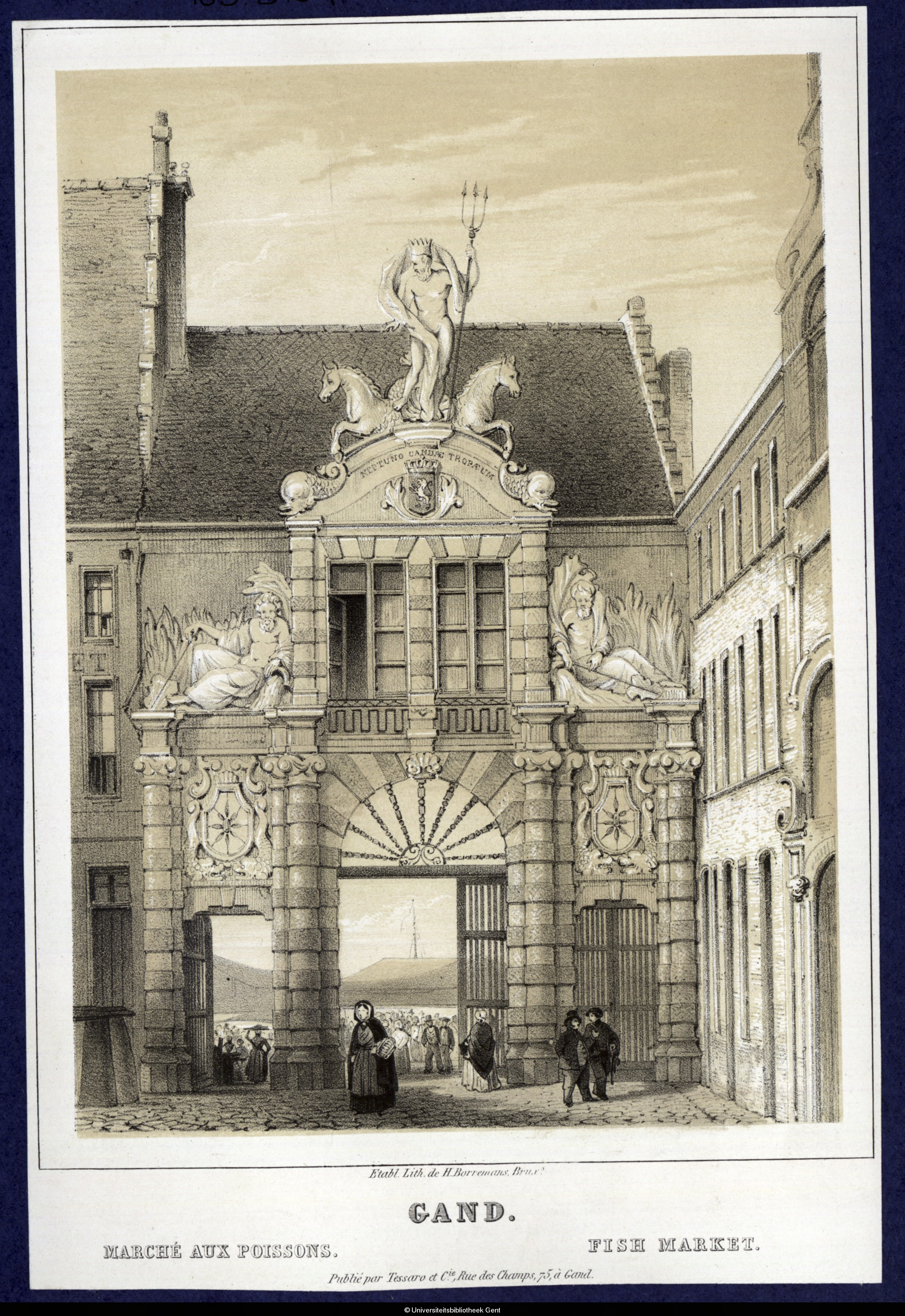
Toegangspoort Vismijn (Gent), uitgegeven door Tessaro

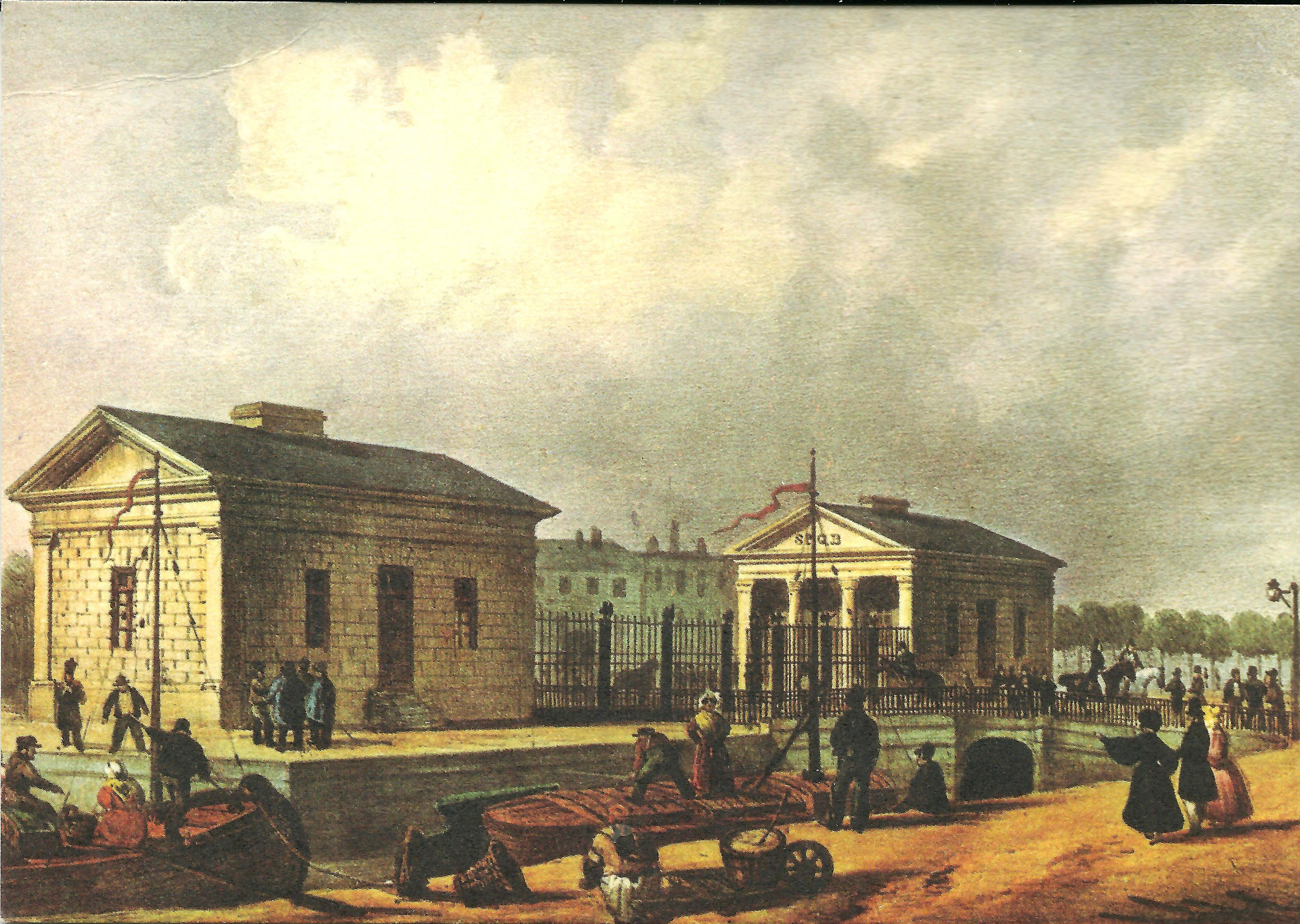
Octrooipaviljoenen, Vlaamsepoort Brussel

Henri Jean Joseph Auguste Borremans was de zoon van een Brusselse politiecommissaris. Hoewel er momenteel verder weinig bekend is over zijn leven en opleiding, bleven er wel veel van zijn werken bewaard. Zijn actieve periode als lithograaf bestreek een periode van bijna dertig jaren, van 1834 tot 1862. Zijn eerste gepubliceerde werk verscheen in het Franse L'Artiste in 1834. Later, in 1836, werd opnieuw een werk van hem (een uitzicht op de stad Brussel) in L'Artiste geplaatst.
Samen met Paul Lauters, Jean-Baptiste Madou en Henri Van der Haert voorziet hij een falsificatie van het Franse werk Les Cent-et-Une Nouvelles Nouvelles des Cent-et-Un van Pierre-François Ladvocat van illustraties. Naar aanleiding van de tentoonstelling van enkele van zijn werken op de Parijse salon van 1836 schreef L'Artiste: 

Borremans est un jeune dessinateur qui annonce des dispositions ; sa lithographie au pinceau, représentant un paysage, n'est pas sans mérite, mais le dessin nous en paraît un peu faible. Certaines parties, et surtout celles des premiers plans, sont bien traitées, mais les autres laissent désirer plus de finesse et de légèreté.
Borremans is een jonge ontwerper die zijn beschikbaarheid aangeeft. Zijn litho, voorstellende een landschap, is niet zonder verdienste maar het ontwerp laat soms te wensen over en is wat zwak. Bepaalde delen van zijn werk, met name de hoofdonderdelen, worden goed uitgevoerd maar andere laten te wensen over met betrekking tot de detaillering en luchtigheid.
— L'Artiste, 1836, p. 374

Tot omstreeks 1840 worden zijn werken uitgegeven bij verschillende drukkers/lithografen. Voorbeelden hiervan zijn: een reproductie van Het Lam Gods bij Joseph Pelizzaro en "IJzeren brug bij Seraing" bij Avanzo. In 1837 en volgende jaren verschijnt in afleveringen het werk Album pittoresque de Bruges, ou collection des plus belles vues et des principaux monuments de cette ville van de Brugse historicus Octave Delepierre, met daarin lithografieën van Borremans, A. Tessaro en (in het tweede deel) van Louis Ghémar en Edouard Manche. Het werk werd uitgegeven door Joseph Buffa en bevat 68 litho's van bepalende stadsgezichten in Brugge. In sommige luxe-uitgaven zijn de litho's ingekleurd. In Namen verschijnt in 1840 het twaalf litho's bevattende Album pittoresque des plus belles vues de Namur et de ses environs, dessinées d'après nature par divers artistes et lithographiées par H. Borremans onder redactie van A. Tessaro.
In de jaren 1840 richt hij zelf de drukkerij Lithographie de H. Borremans & Cie op, van waaruit hij onder andere porseleinkaarten en albums uitgeeft, zowel naar eigen ontwerp als naar ontwerpen van andere lithografen. In 1848 exposeert hij wederom op de salon van Parijs. Ditmaal met twee werken, te weten La chute d'eau en Deux vitraux de la cathédrale de Tournai. Rond 1858 vervaardigde hij 35 portretten naar foto's van Brand & Detrez en 7 naar foto's van De Keyser & Detrez in Biographie des membres des deux chambres législatives door E. Bochart. Hij was ook verantwoordelijk voor een aantal portretten, waaronder die van een handelaar uit Luik en een wapenfabrikant uit diezelfde stad.

## Werken
- Reproductie van Het Lam Gods
- "IJzeren brug bij Seraing"
- Album pittoresque de Bruges, ou collection des plus belles vues et des principaux monuments de cette ville
- Album pittoresque des plus belles vues de Namur et de ses environs, dessinées d'après nature par divers artistes et lithographiées par H. Borremans, Namen, 1840
- Vues perspectives des stations et travaux d'art des chemins de fer de la Belgique, 1845, Brussel
- La chute d'eau, 1848
- Deux vitraux de la cathédrale de Tournai, 1848
- Si le bonheur de la Belgique l'exige, je suis prêt à lui faire le sacrifice de ma couronne et de ma dynastie (reproductie), 1849, Brussel
- Kathedraal van Antwerpen
- 35 portretten naar foto's van Brand & Detrez en 7 naar foto's van De Keyser & Detrez in Biographie des membres des deux chambres législatives, E. Bochart, 1858, Brussel